# Arnold van IJsselstein

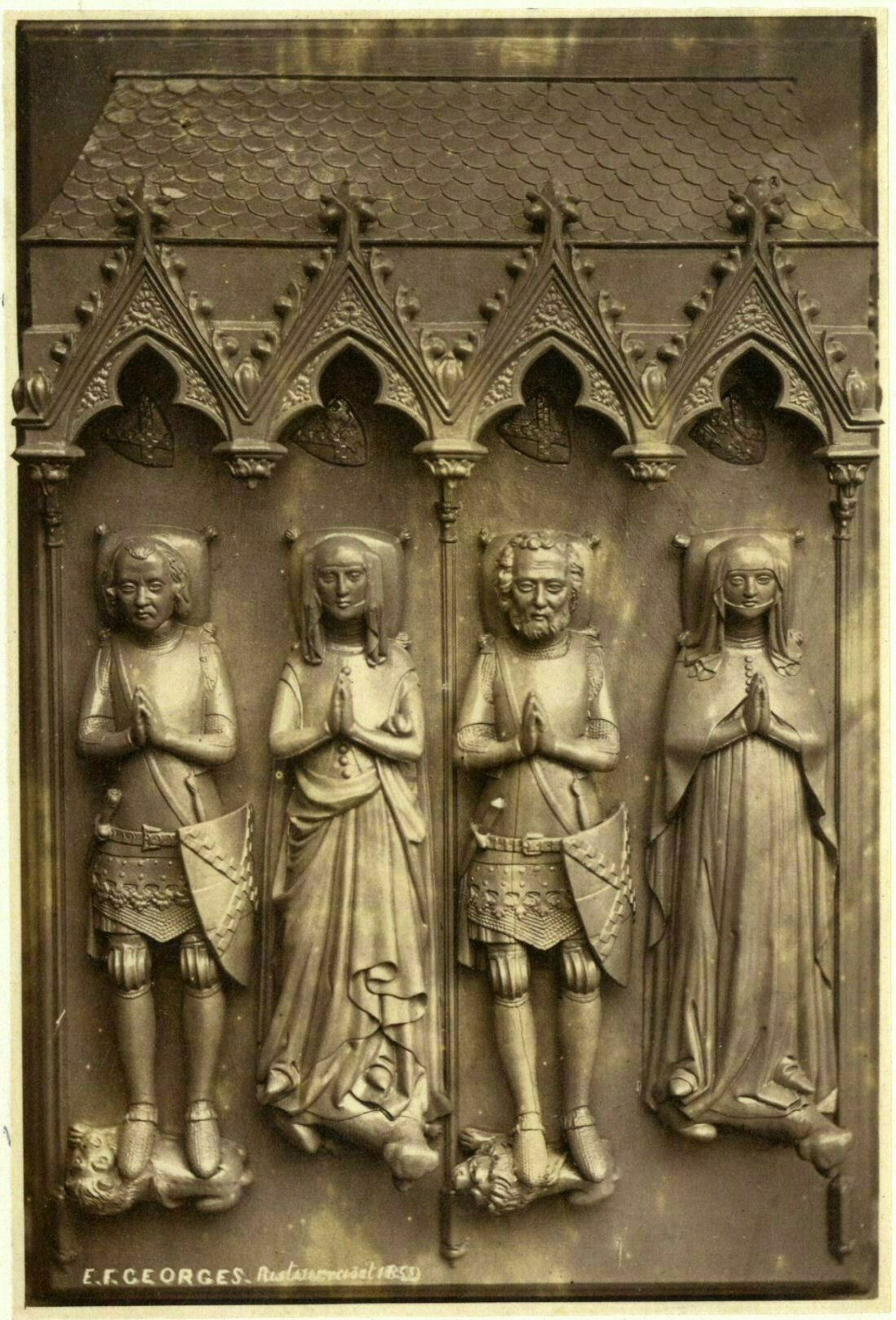
graftombe van Arnold ↑ en zijn vader Gijsbrecht.

Arnold of Arnoud, heer van IJsselstein (1287 - 12 februari 1363) was de tweede heer van IJsselstein, Stoutenburg en schout van Amersfoort en Eemland.

## Levensloop
Hij was een zoon van Gijsbrecht van IJsselstein en Bertha van Heukelom. Vanaf 1312 wordt hij vermeld als ridder. Tussen 1314 en 1325 bekleedde hij diverse functies in het Sticht Utrecht als schout in Amersfoort en Eemland.
In 1344 volgt hij zijn vader op als heer van IJsselstein. Hij wordt hierin erkend door graaf Willem IV van Holland. Hij heeft in 1345/48 en in 1354/57 zitting in de raad van de graaf van Holland, en wenst bij het opkomen van de Hoekse en Kabeljauwse twisten neutraal te blijven. Wenste dan neutraal te blijven door geen verbondsaktes te tekenen, steunde hij wel Margaretha van Beieren in september tot oktober 1350, toen zij haar landsgezag in Holland en Zeeland wilde herstellen. Van haar kreeg hij tolvrijheid voor de poorters van IJsselstein in de graafschappen Holland en Zeeland, echter werd hij als "persona non gratta" beschouwd door de Kabeljauwen en graaf Willem V, die hem uitzonderde bij de vrede van 15 mei 1351 met bisschop Jan van Arkel. Het was aan zijn schoonzoon Jan van Egmond te danken dat de vijandigheden met de Kabeljauwen na 1351 weg vloeide
Arnold had een grote interesse in de geneeskundige wetenschap en liet speciaal een medische bibliotheek inrichten met rustgasthuis te IJsselstein. Arnold was gehuwd met Maria van Avesnes, dochter van bisschop Gwijde van Avesnes. Zij kreeg een dochter genaamd Guyote die met Jan I van Egmond huwde. Zij volgden hem op als heer en vrouwe van IJsselstein.
Arnold en zijn vrouw werden in de Sint Nicolaaskerk te IJsselstein bijgezet in de graftombe van de heren van IJsselstein.